# خلنج بنغالي
خلنج بنغالي (الاسم العلمي:Erica benguelensis) هو نوع من النباتات يتبع جنس الخلنج من الفصيلة الخلنجية.